# 几内亚比绍全国人民议会

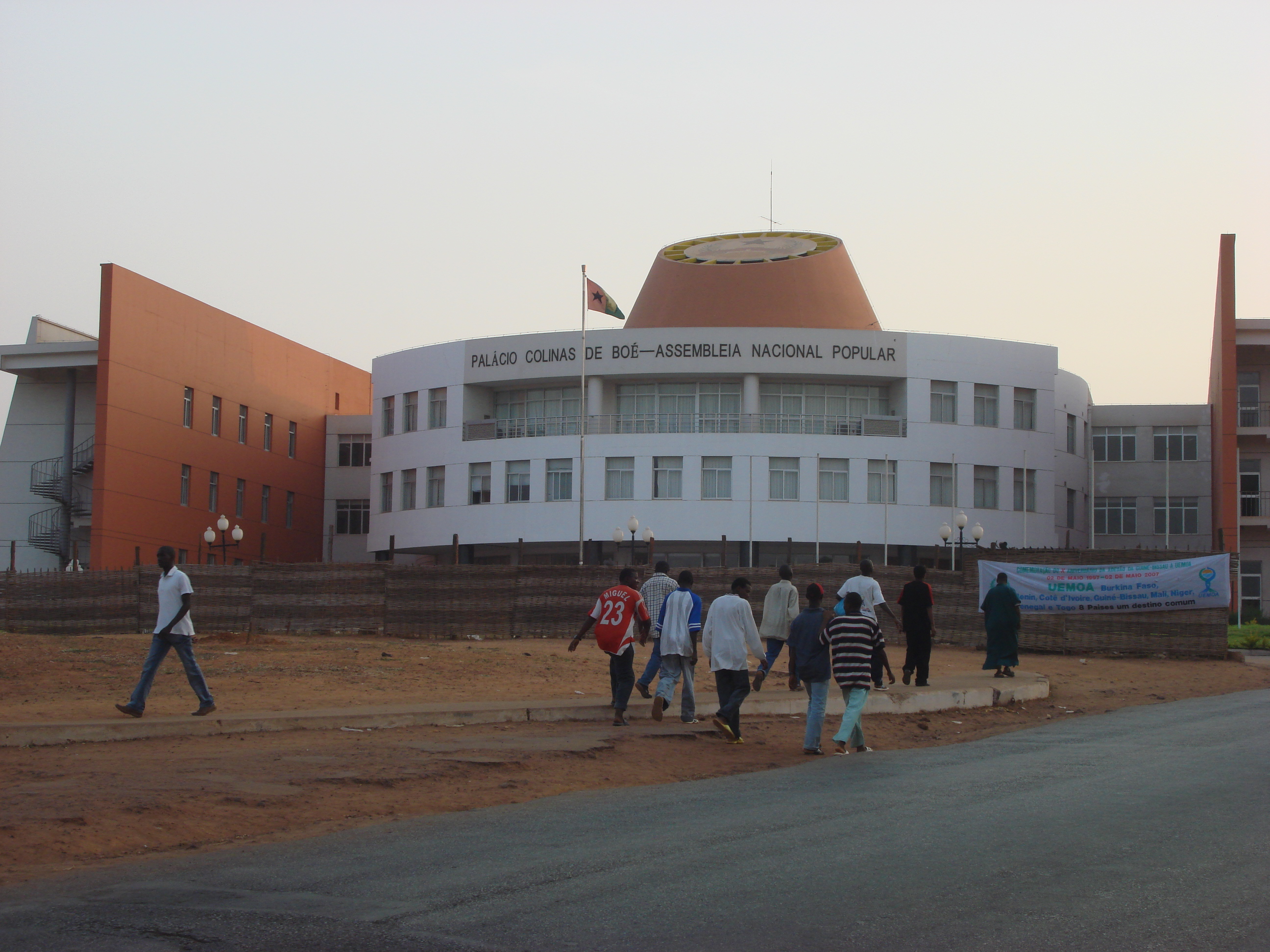
几内亚比绍全国人民议会

几内亚比绍全国人民议会（葡萄牙语：Assembleia Nacional Popular da Guiné-Bissau）是几内亚比绍共和国的立法机构，座落于该国首都比绍，创建于1974年2月，对几内亚比绍行使立法权。几内亚比绍全国人民议会的常设机关为几内亚比绍全国人民议会常务委员会。
自1975年起，几内亚比绍全国人民议会每年召开4次例会，就国家以及国际重大问题制定相关法律，并负责监督国家法律的执行情况。在全国人民议会闭会期间和被解散期间，常务委员会行使议会职权。

现任议会于2019年3月组成，共设有102名议员。